# Philippe Klébert
Philippe Klébert (né le 20 novembre 1956 à Paris) est un scénariste et un acteur français.

## Filmographie
- 1979 : Les Chiens de Alain Jessua : Franck
- 1979 : La Guerre des polices de Robin Davis
- 1980 : Retour en force de Jean-Marie Poiré : Gilles
- 1980 : Girls de Just Jaeckin : Jérôme
- 1981 : Belles, blondes et bronzées de Max Pécas : Alain
- 1981 : Les Surdoués de la première compagnie de Michel Gérard : Benoît Leroy
- 1981 : Salut champion (série télévisée) : Muller, (1 épisode, Moto story)
- 1981 : Cinq-Mars (téléfilm) de Jean-Claude Brialy
- 1981 : Les hommes préfèrent les grosses de Jean-Marie Poiré
- 1981 : Putain d'histoire d'amour de Gilles Béhat : un de la bande des Gominés
- 1983 : Les Branchés à Saint-Tropez de Max Pécas : Arnaud
- 1984 : Série noire (série télévisée) : le second truand (1 épisode, Aveugle, que veux-tu ?)
- 1984 : Venus de Peter Hollison : Fabien
- 1984 : Pinot simple flic de Gérard Jugnot : gangster dans le métro
- 1985 : La Mariée rouge de Jean-Pierre Bastid : Didier
- 1985 : Y a pas le feu de Richard Balducci : pompier
- 1989 : L'ingénieur aimait trop les chiffres (téléfilm) de Michel Favart : un pillard
- 1993 : Antoine Rives, juge du terrorisme (série télévisée) : un policier (1 épisode, L'affaire Kamel Benami)
- 1995 : L'enfant de personne (téléfilm) de Michaël Perrotta : l'adjudant chef
- 2000 : Groupe flag (série télévisée) : Commandant Campana (4e saison, épisodes 1 et 4)

### Scénarios
- 1995 : Les Années fac
- 2003 : Lola, qui es-tu Lola ?
- 2004-en cours : Plus belle la vie